# Lijst van staalproducenten naar productie

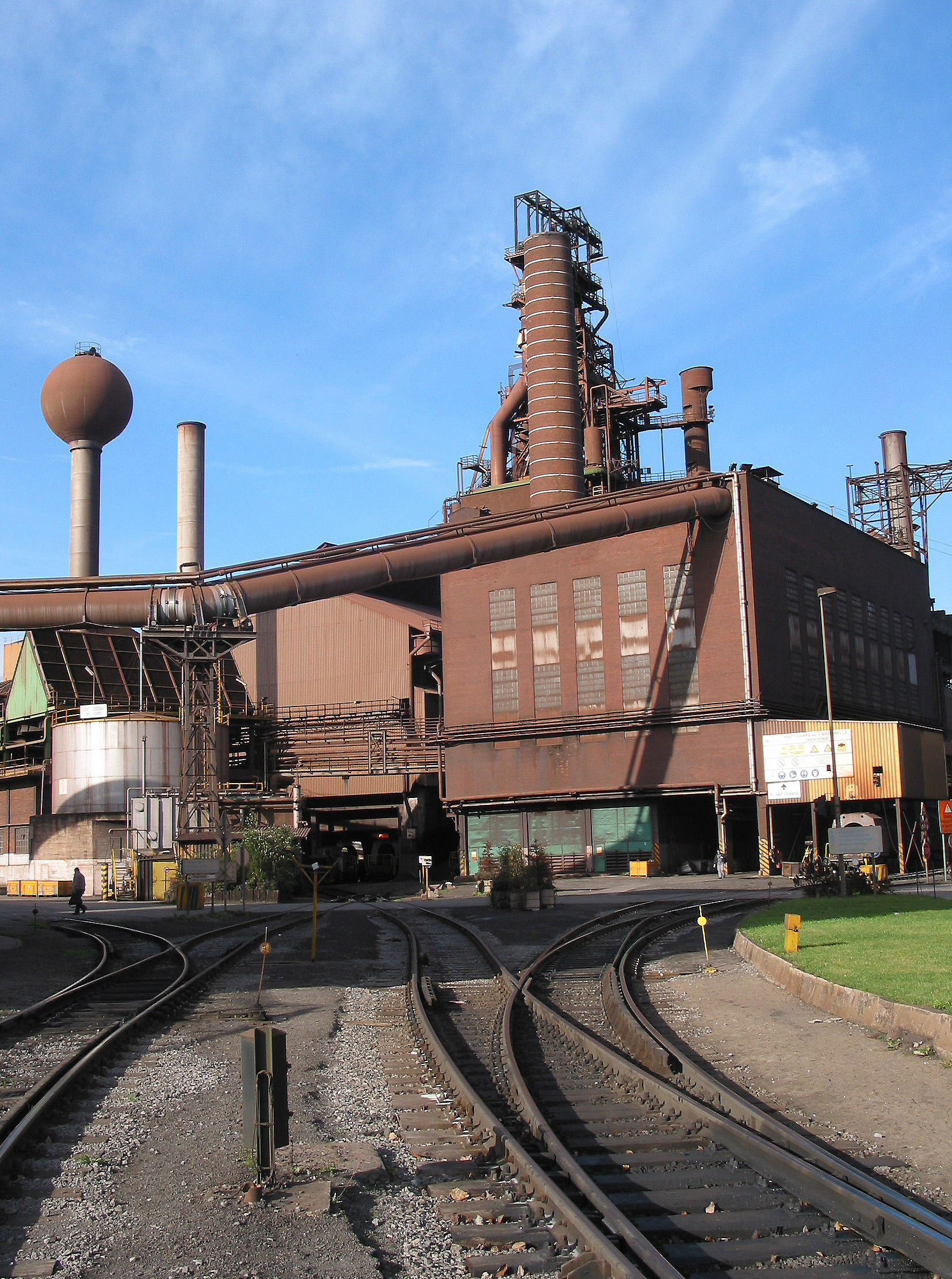
Een hoogoven in Marcinelle.

Hieronder volgt een lijst van staalproducenten geordend naar hun jaarlijks productievolume ruwstaal van 10 miljoen metrische ton en meer. De gegevens zijn afkomstig van het International Iron and Steel Institute.
Productievolume is overigens niet de enige manier om de grootte van een staalproducent te meten. Dit kan bijvoorbeeld ook met de omzet. Bovendien kan staal verschillen in kwaliteit en daardoor ook in waarde.

## De grootste staalproducenten
| Bedrijf                                  | Land                | Productie (t × miljoen) | Productie (t × miljoen) | Productie (t × miljoen) | Opmerking                                                                                   |
| Bedrijf                                  | Land                | 2006                    | 2013                    | 2020                    | Opmerking                                                                                   |
| ---------------------------------------- | ------------------- | ----------------------- | ----------------------- | ----------------------- | ------------------------------------------------------------------------------------------- |
| China Baowu                              | China               | 22,5                    | 43,9                    | 115,3                   | Wuhan Iron & Steel werd in 2016 overgenomen door Baosteel, dat daarop Baowu werd genoemd.   |
| ArcelorMittal                            | Luxemburg           | 117,2                   | 96,1                    | 78,5                    |                                                                                             |
| Hesteel (Hebei Steel)                    | China               | n.v.t.                  | 45,8                    | 43,8                    | In 2008 gevormd door de fusie van Tangsteel met Hansteel.                                   |
| Shagang Group                            | China               | 14,6                    | 35,1                    | 41,6                    |                                                                                             |
| Nippon Steel                             | Japan               | 32,7                    | 50,1                    | 41,6                    |                                                                                             |
| POSCO                                    | Zuid-Korea          | 30,1                    | 38,4                    | 40,6                    |                                                                                             |
| Ansteel                                  | China               | 15,3                    | 33,7                    | 38,2                    | Nam in 2021 Benxi Steel Group over.                                                         |
| Jianlong Group                           | China               | (6)                     | 14,3                    | 36,5                    |                                                                                             |
| Shougang                                 | China               | 10,5                    | 31,5                    | 34                      |                                                                                             |
| Shandong Steel                           | China               | 11,2                    | 22,8                    | 31,1                    | Heette tot 2012 Jinan Steel en fuseerde toen met Laiwu Steel.                               |
| Delong Steel Group                       | China               |                         |                         | 28,3                    | Breidde in 2019 fors uit door overnames.                                                    |
| Tata Steel                               | India               | (6,4)                   | 25,3                    | 28                      |                                                                                             |
| Valin Iron & Steel                       | China               | 9,9                     | 15                      | 26,8                    |                                                                                             |
| JFE Steel                                | Japan               | 32                      | 31,2                    | 24,4                    |                                                                                             |
| Nucor                                    | Verenigde Staten    | 20,3                    | 20,2                    | 22,7                    |                                                                                             |
| Hyundai Steel                            | Zuid-Korea          | 8,9                     | 17,2                    | 19,8                    | Heette voor 2006 INI Steel.                                                                 |
| Fangda Steel                             | China               |                         | 13,2                    | 19,6                    |                                                                                             |
| IMIDRO                                   | Iran                | 9,8                     | 14,3                    | 18,9                    |                                                                                             |
| Benxi Steel Group                        | China               | (7,6)                   | 16,8                    | 17,4                    | Nam in 2010 Beitai Steel over. In 2021 overgenomen door Ansteel.                            |
| Liuzhou Steel                            | China               | (5,4)                   |                         | 16,9                    | Was tussen 2008 en 2015 eigendom van Wuhan Iron & Steel.                                    |
| Jingye Group                             | China               |                         | 9,7                     | 16,3                    | Nam in 2020 verschillende staalbedrijven over.                                              |
| Novolipetsk Steel (NLMK)                 | Rusland             | 9,1                     | 15,5                    | 15,8                    |                                                                                             |
| Baotou Steel                             | China               | (7,5)                   | 10,7                    | 15,6                    |                                                                                             |
| Steel Authority of India (SAIL)          | India               | 13,5                    | 13,5                    | 15                      |                                                                                             |
| JSW Steel                                | India               |                         | 11,8                    | 14,9                    |                                                                                             |
| Rizhao Steel                             | China               |                         | 12,7                    | 14,4                    | Eigendom van Shandong Steel.                                                                |
| Sinogiant Group (vroeger Zongheng Steel) | China               | (2,5)                   | 10,2                    | 14,2                    |                                                                                             |
| China Steel                              | Taiwan              | 10,7                    | 14,3                    | 14,1                    |                                                                                             |
| CITIC Pacific Special Steel Group        | Hongkong            |                         | (7,7)                   | 14                      |                                                                                             |
| Evrazgroep                               | Rusland             | 16,1                    | 16,1                    | 13,6                    |                                                                                             |
| Shaanxi Steel                            | China               |                         | (8)                     | 13,1                    |                                                                                             |
| Gerdau                                   | Brazilië            | 15,6                    | 19                      | 13                      |                                                                                             |
| Zenith Steel (Jiangsu Zhongtian)         | China               |                         | (8,5)                   | 12,8                    |                                                                                             |
| Techint                                  | Argentinië          | 12,8                    | 9                       | 12,6                    |                                                                                             |
| Shenglong Metallurgical                  | China               |                         |                         | 12                      |                                                                                             |
| Nanjing Steel                            | China               | (4,9)                   | (6,1)                   | 11,6                    | In 2022 overgenomen door de Shagang Group.                                                  |
| MMK                                      | Rusland             | 12,5                    | 11,9                    | 11,6                    |                                                                                             |
| U.S. Steel                               | Verenigde Staten    | 21,2                    | 20,4                    | 11,6                    |                                                                                             |
| Sansteel Minguang (Sanming Steel)        | China               |                         | (8,2)                   | 11,4                    |                                                                                             |
| Severstal                                | Rusland             | 17,5                    | 15,7                    | 11,3                    |                                                                                             |
| Anyang Steel                             | China               | (7)                     | 10,3                    | 11,2                    |                                                                                             |
| Donghai Special Steel                    | China               | n.v.t.                  |                         | 10,9                    | In 2009 opgericht.                                                                          |
| Tsingshan Holding                        | China               |                         |                         | 10,8                    |                                                                                             |
| ThyssenKrupp Steel Europe                | Duitsland           | 16,8                    | 15,9                    | 10,7                    | Tussen 2013 en 2017 verkocht ThyssenKrupp zijn staalfabrieken in Amerika.                   |
| Metinvest                                | Oekraïne            | (8,7)                   | 14,3                    | 10,2                    |                                                                                             |
| Tangsteel                                | China               | 19,1                    |                         |                         | In 2008 gefuseerd met Hansteel tot Hesteel.                                                 |
| Corus                                    | Verenigd Koninkrijk | 18,3                    |                         |                         | In 2007 overgenomen door Tata Steel.                                                        |
| Riva Group                               | Italië              | 18,2                    | (7,6)                   | (6,3)                   | In 2013 werd Ilva afgesplitst, dat in 2018 werd verkocht aan ArcelorMittal.                 |
| Wuhan Iron & Steel                       | China               | 13,8                    | 39,3                    |                         | In 2016 overgenomen door Baosteel, dat sindsdien Baowu heet.                                |
| Sumitomo Metal Industries                | Japan               | 13,6                    |                         |                         | In 2012 gefuseerd met Nippon Steel.                                                         |
| Masteel                                  | China               | 10,9                    | 18,8                    | (21)                    | Maakt sinds 2019 deel uit van de Baowu-groep.                                               |
| Laiwu Steel                              | China               | 10,8                    |                         |                         | In 2012 gefuseerd met Jinan Steel tot Shandong Steel.                                       |
| ISD                                      | Oekraïne            | 9,5                     | (7,9)                   |                         | De productie is na 2014 sterk gedaald door de oorlog in Oost-Oekraïne.                      |
| Bohai Steel                              | China               | n.v.t.                  | 19,3                    | n.v.t.                  | In 2010 gecreëerd met de fusie van vier staalbedrijven in Tianjin. In 2016 failliet gegaan. |
| Jiuquan Steel                            | China               | (6,6)                   | 11,2                    | (8,8)                   |                                                                                             |
| Taiyuan Steel                            | China               | (6,3)                   | 10                      | (10,7)                  | Maakt sinds 2020 deel uit van de Baowu-groep.                                               |